# Kazumi Yamashita (patinage artistique)
Pour les articles homonymes, voir Yamashita.
Kazumi Yamashita, née le 18 octobre 1948 à la préfecture d'Osaka au Japon, est une patineuse artistique japonaise, quadruple championne du Japon de 1969 à 1972.

## Biographie

### Carrière sportive
Kazumi Yamashita monte sept fois sur le podium des championnats du Japon dont quatre fois sur la plus haute marche de 1969 à 1972.
Elle représente son pays à quatre mondiaux (1968 à Genève, 1969 à Colorado Springs, 1970 à Ljubljana et 1971 à Lyon) et deux olympiades (1968 à Grenoble et 1972 à Sapporo).
Elle quitte les compétitions sportives après les Jeux olympiques de 1972 dans son pays.

### Reconversion
Kazumi Yamashita est allé à l'Université Kwansei Gakuin à Nishinomiya.
Elle est mariée avec Hisamitsu Onishi (né en 1937), un homme d'affaires japonais, concepteur de terrains de golf. Elle porte désormais le nom de Kazumi Onishi (大西 一美).

## Palmarès
| Compétitions principales | 1965    | 1966    | 1967    | 1968    | 1969    | 1970    | 1971    | 1972    |  |  |  |  |  |  |
| Jeux olympiques d'hiver  |         |         |         | 14e     |         |         |         | 10e     |  |  |  |  |  |  |
| Championnats du monde    |         |         |         | 18e     | 11e     | 16e     | 13e     |         |  |  |  |  |  |  |
| Championnats du Japon    | 3e      |         | 3e      | 2e      | 1re     | 1re     | 1re     | 1re     |  |  |  |  |  |  |
|                          |         |         |         |         |         |         |         |         |  |  |  |  |  |  |
| Autre compétition        | 1964/65 | 1965/66 | 1966/67 | 1967/68 | 1968/69 | 1969/70 | 1970/71 | 1971/72 |  |  |  |  |  |  |
| Trophée Richmond         |         |         |         |         |         | 7e      | 6e      | 3e      |  |  |  |  |  |  |
|                          |         |         |         |         |         |         |         |         |  |  |  |  |  |  |